# Chilenische Badmintonmeisterschaft 2023
Die Chilenische Badmintonmeisterschaft 2023 fand vom 27. März bis zum 1. April 2023 in Santiago de Chile statt.

## Medaillengewinner
| Disziplin    | Gold                                           | Silber                                                                 | Bronze                                                             |
| ------------ | ---------------------------------------------- | ---------------------------------------------------------------------- | ------------------------------------------------------------------ |
| Herreneinzel | Alonso Medel Araya                             | Fernando Joaquin Sanhueza Villalobos                                   | Benjamin Bahamondez Barraza                                        |
| Herreneinzel | Alonso Medel Araya                             | Fernando Joaquin Sanhueza Villalobos                                   | Bastian Lizama                                                     |
| Dameneinzel  | Ashley Montre Rubilar                          | Rosa Karin Quilodran Riquelme                                          | Vania Carolina Diaz Conejero                                       |
| Dameneinzel  | Ashley Montre Rubilar                          | Rosa Karin Quilodran Riquelme                                          | Camila Astorga Carvajal                                            |
| Herrendoppel | Benjamin Bahamondez Barraza Alonso Medel Araya | Javier Alejandro Pinilla Cisterna Fernando Joaquin Sanhueza Villalobos | Bruno Mora Moreno Martin Olmos Jara                                |
| Herrendoppel | Benjamin Bahamondez Barraza Alonso Medel Araya | Javier Alejandro Pinilla Cisterna Fernando Joaquin Sanhueza Villalobos | Cristian Mario Araya Bastian Lizama                                |
| Damendoppel  | Camila Astorga Carvajal Camila Macaya          | Vania Carolina Diaz Conejero Rosa Karin Quilodran Riquelme             | Ashley Montre Rubilar Valentina Vasquez Rebolledo                  |
| Damendoppel  | Camila Astorga Carvajal Camila Macaya          | Vania Carolina Diaz Conejero Rosa Karin Quilodran Riquelme             | Valentina Rojas Moreno Martina Urrea Nuñez                         |
| Mixed        | Alonso Medel Araya Ashley Montre Rubilar       | Benjamin Bahamondez Barraza Camila Macaya                              | Andrés Trigo Camila Astorga Carvajal                               |
| Mixed        | Alonso Medel Araya Ashley Montre Rubilar       | Benjamin Bahamondez Barraza Camila Macaya                              | Fernando Joaquin Sanhueza Villalobos Rosa Karin Quilodran Riquelme |